# El vampiro de Düsseldorf
El vampiro de Dusseldorf (en francés: Le Vampire de Düsseldorf; pronunciado /lə vɑ̃piʁ də dusəldɔʁf/), es una película de drama y suspenso dirigida y protagonizada por Robert Hossein. La cinta es una coproducción entre España, Francia e Italia y narra la vida y crímenes del asesino serial alemán Peter Kürten.

## Argumento
Peter es un trabajador a quien la imaginación le juega una mala pasada. Cada vez que es rechazado por una mujer, éste se convierte en un sádico asesino. Una joven cantante de cabaret se enamora de Peter. Lo que ella no sabe es que también será víctima de su rabia.
Inspirada en la historia real de Peter Kürten un asesino serial que cometió nueve asesinatos y muchos asaltos en Düsseldorf durante la era de la Gran Depresión.

## Personajes
- Robert Hossein como Peter Kürten:
- Marie-France Pisier como Anna:
- Roger Dutoit como el Comisario Momberg:

## Producción
El Vampiro de Düsseldorf fue filmada del 28 de septiembre al 10 de diciembre de 1964.